# Таргушор (Клуж)
Таргушор (рум. Târgușor) је насеље у округу Клуж, у Румунији.

## Историја
Према државном шематизму православног клира Угарске 1846. године место Olah Vasarhely је имало 45 православних породица, са придодатим филијалним - 16 из Ујфалу (Puštita). Православни парох је тада био поп Тома Поповић.